# Gouhenans
Gouhenans ist eine französische Gemeinde im Département Haute-Saône in der Region Bourgogne-Franche-Comté.

## Geographie
Gouhenans liegt auf einer Höhe von 299 m über dem Meeresspiegel, sieben Kilometer nordnordöstlich von Villersexel und etwa 24 Kilometer östlich der Stadt Vesoul (Luftlinie). Das Dorf erstreckt sich in der Mulde des Dorfbaches am Ostfuß des Mont, östlich des Tals des Ognon und am südlichen Rand der Ebene von Lure.
Die Fläche des 8,45 km² großen Gemeindegebiets umfasst einen Abschnitt der leicht gewellten Landschaft östlich des Ognon-Tals. Der zentrale Teil des Gebietes wird vom Dorfbach nach Norden zum Rahin entwässert. Dieser markiert die nördliche Gemeindegrenze, bevor er in den Ognon mündet. Der westliche Teil wird vom rund ein Kilometer breiten und zwei Kilometer langen Höhenrücken des Mont eingenommen, auf dem mit 381 m die höchste Erhebung von Gouhenans erreicht wird. Er ist aus einer Kalkschicht der mittleren Jurazeit aufgebaut. Im Süden bildet die Niederung des Ruisseau de la Saline die Grenze, der sein Wasser dem Ognon zuführt. Das Gebiet wird überwiegend landwirtschaftlich genutzt. Mit einem schmalen Streifen erstreckt sich das Gemeindeareal nach Nordosten auf ein Plateau, das durchschnittlich auf 300 m liegt und dessen Untergrund hauptsächlich aus sandig-mergeligen Schichten des Lias besteht.
Zu Gouhenans gehört die Siedlung La Saline de Gouhenans (295 m) im Quellgebiet des Ruisseau de la Saline. Nachbargemeinden von Gouhenans sind Le Val-de-Gouhenans und Vouhenans im Norden, La Vergenne und Athesans-Étroitefontaine im Osten, Villafans und Longevelle im Süden sowie Les Aynans im Westen.

## Geschichte
| Saline     | Chemische Fabrik   |
| Glasfabrik | Verwaltungsgebäude |

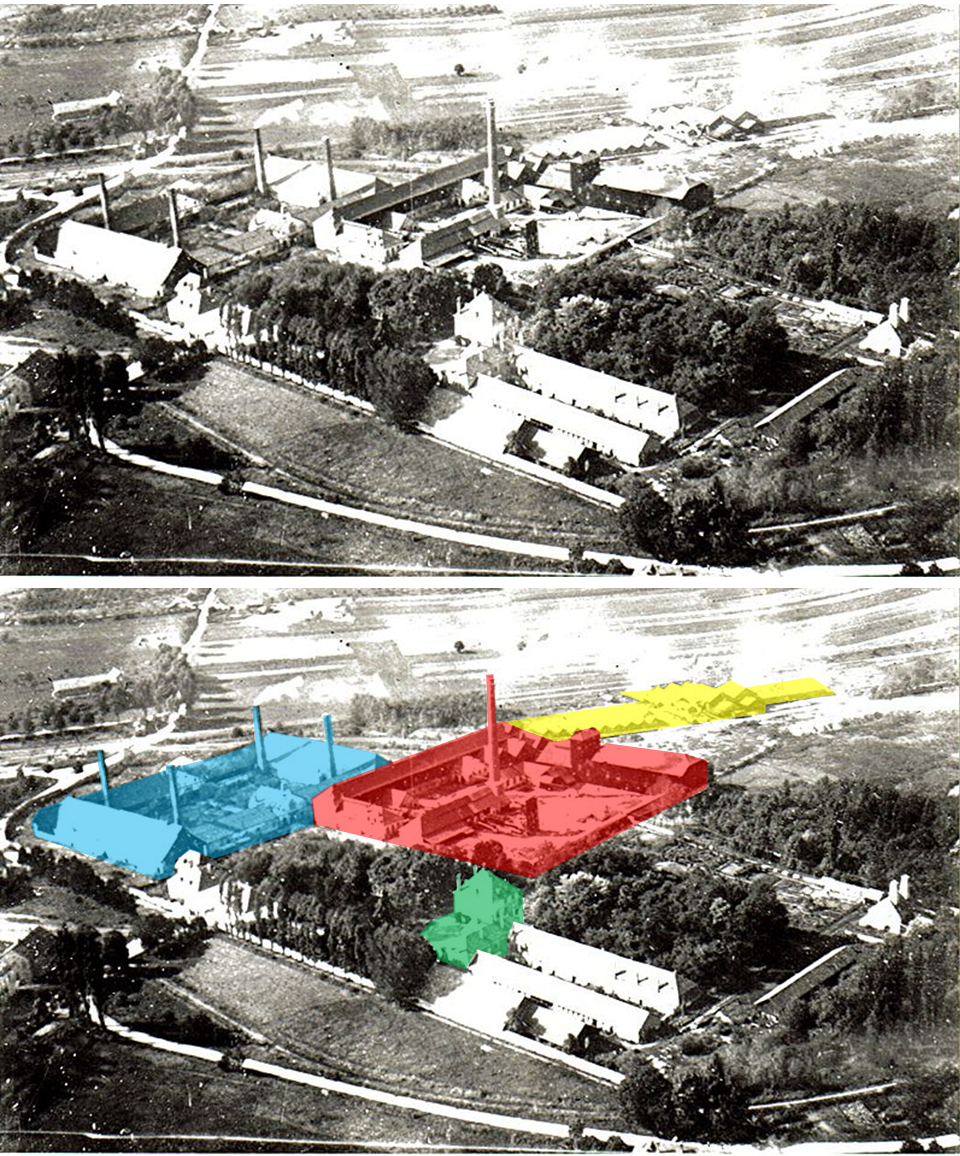
Luftaufnahme der Fabrik

Erstmals urkundlich erwähnt wird Gouhenans im Jahr 1186. Im Mittelalter bildete Gouhenans den Mittelpunkt einer Herrschaft, die von den Herren von Granges abhängig war. Das Adelsgeschlecht der Familie de Gouhenans erlosch im 15. Jahrhundert. Die Burg wurde mehrfach gebrandschatzt, unter anderem 1472 von den Lothringern und 1636 während des Dreißigjährigen Krieges von den Schweden. Zusammen mit der Franche-Comté gelangte das Dorf mit dem Frieden von Nimwegen 1678 definitiv an Frankreich. Im Jahr 1819 wurden bei Gouhenans Salzvorkommen entdeckt. Dadurch entstand die Industriesiedlung La Saline de Gouhenans, in der auch eine Glashütte ansässig war und Kohlebergbau betrieben wurde (17 Schächte zwischen 1826 und 1916 aktiv). Mit der Eröffnung der Bahnlinie von Lure nach Villersexel wurde der Ort an das französische Eisenbahnnetz angeschlossen. Der Betrieb der Saline wurde 1936 eingestellt. Seit 2000 ist Gouhenans Mitglied des 33 Ortschaften umfassenden Gemeindeverbandes Communauté de communes du Pays de Villersexel.

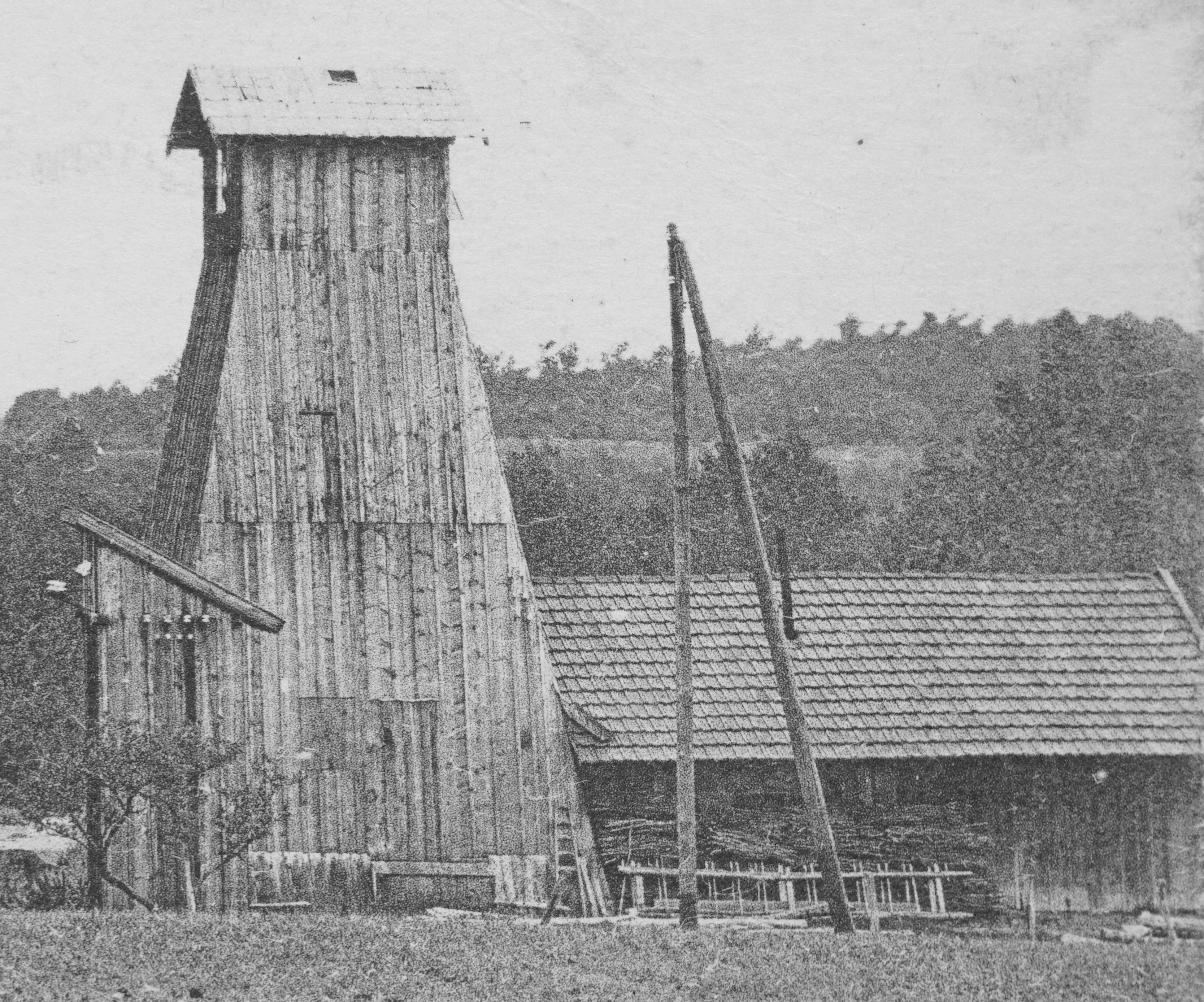
Schacht 13
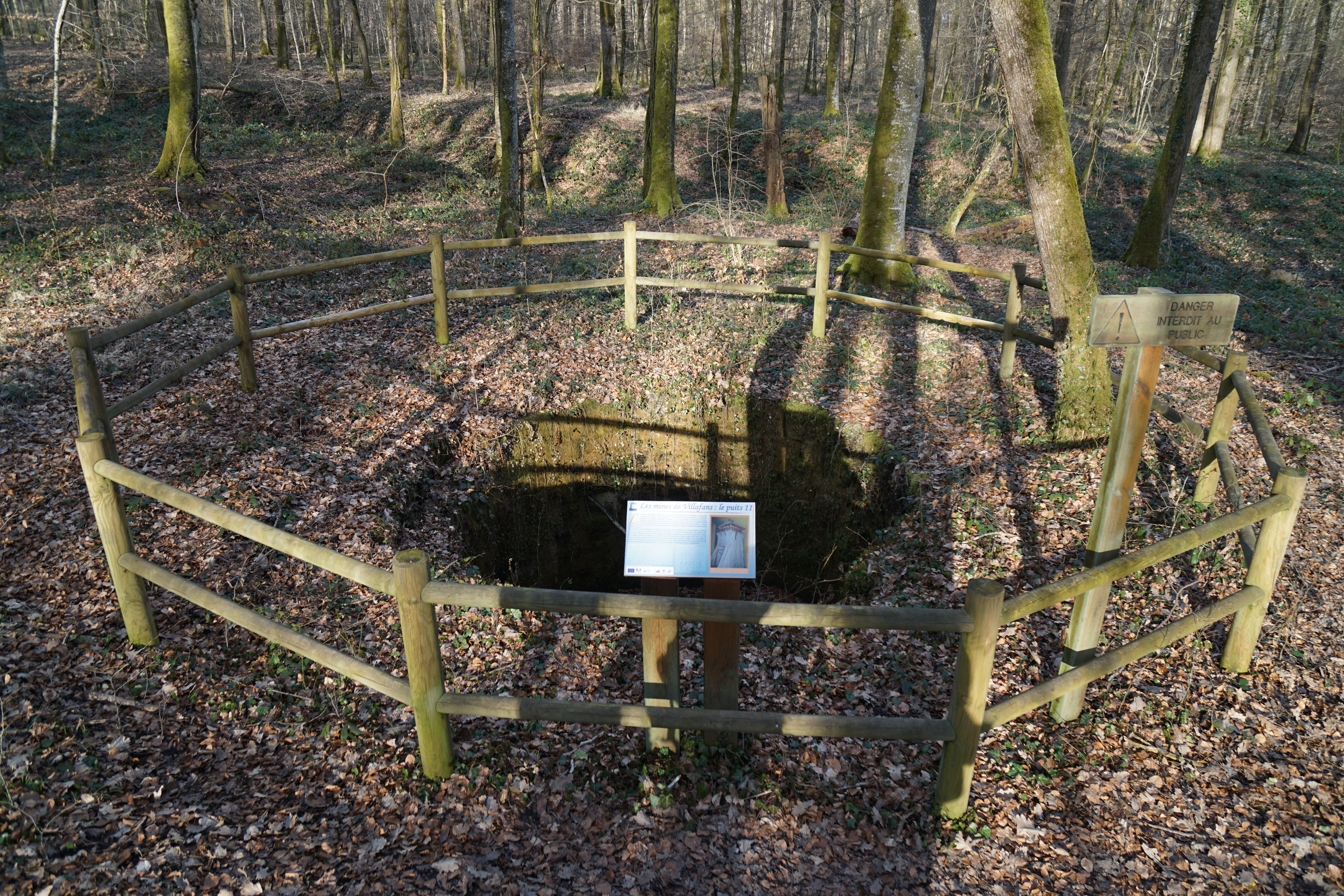
Schacht 15
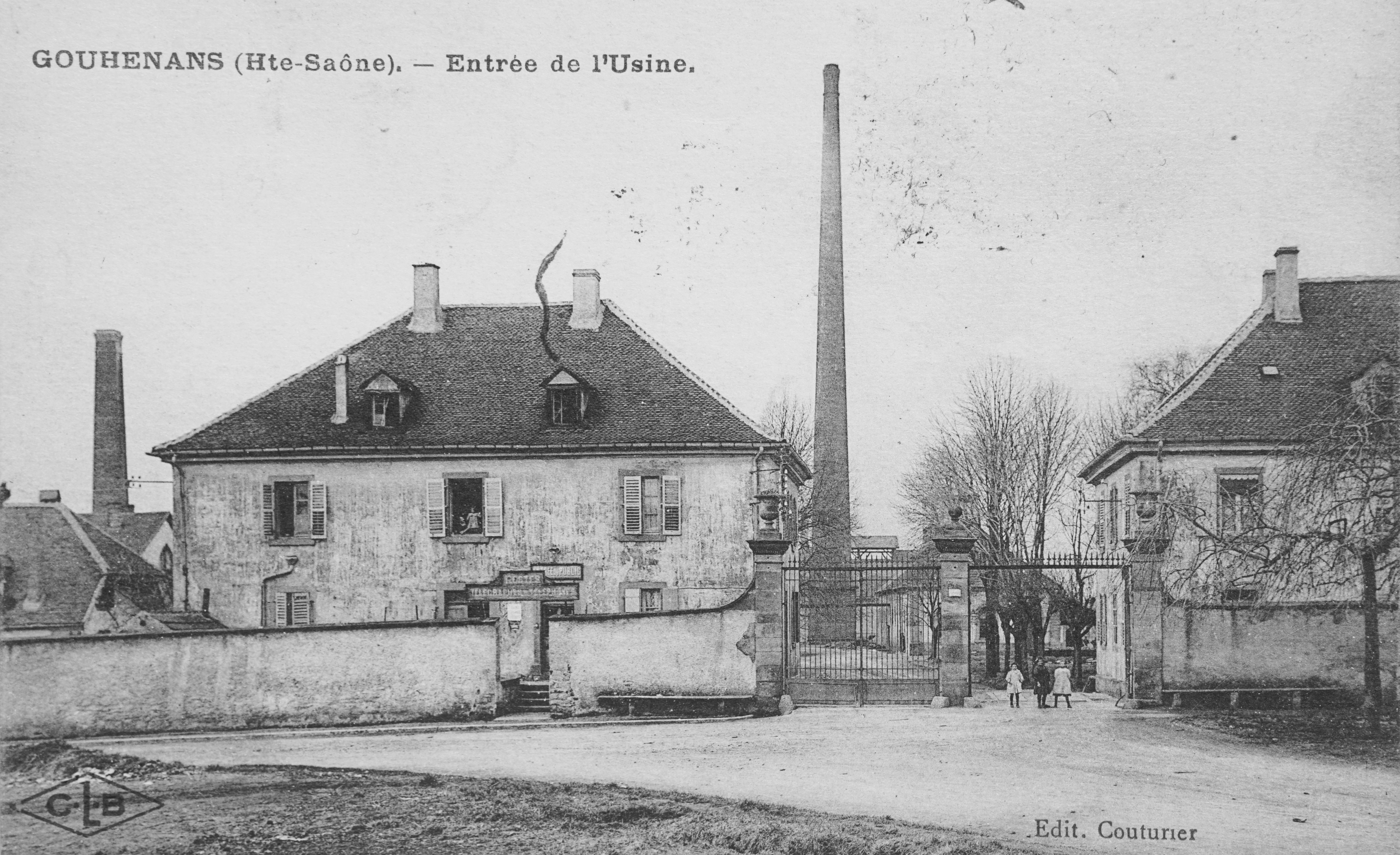
Saline

## Sehenswürdigkeiten
Die Kirche von Gouhenans wurde 1680 weitgehend neu erbaut, wobei Bauteile des mittelalterlichen Vorgängerbaus verwendet wurden. Zur bemerkenswerten Ausstattung gehören die Statue der Heiligen Jungfrau mit Kind aus dem 15. Jahrhundert sowie Mobiliar und Statuen aus dem 16. bis 18. Jahrhundert.
Das Schloss zeigt Bauteile aus verschiedenen Epochen, die teils bis ins 15. Jahrhundert zurückgehen. Im Ortskern sind verschiedene Häuser aus dem 17. bis 19. Jahrhundert im traditionellen Stil der Haute-Saône erhalten.

## Bevölkerung
| Jahr                       | 1962 | 1968 | 1975 | 1982 | 1990 | 1999 | 2010 | 2018 |
| Einwohner                  | 463  | 391  | 391  | 420  | 362  | 373  | 431  | 381  |
| Quellen: Cassini und INSEE |      |      |      |      |      |      |      |      |

Mit 361 Einwohnern (1. Januar 2022) gehört Gouhenans zu den kleinen Gemeinden des Départements Haute-Saône. Nachdem die Einwohnerzahl in der ersten Hälfte des 20. Jahrhunderts deutlich abgenommen hatte (1906 wurden noch 774 Personen gezählt), wurden seit Beginn der 1970er Jahre nur noch relativ geringe Schwankungen verzeichnet.

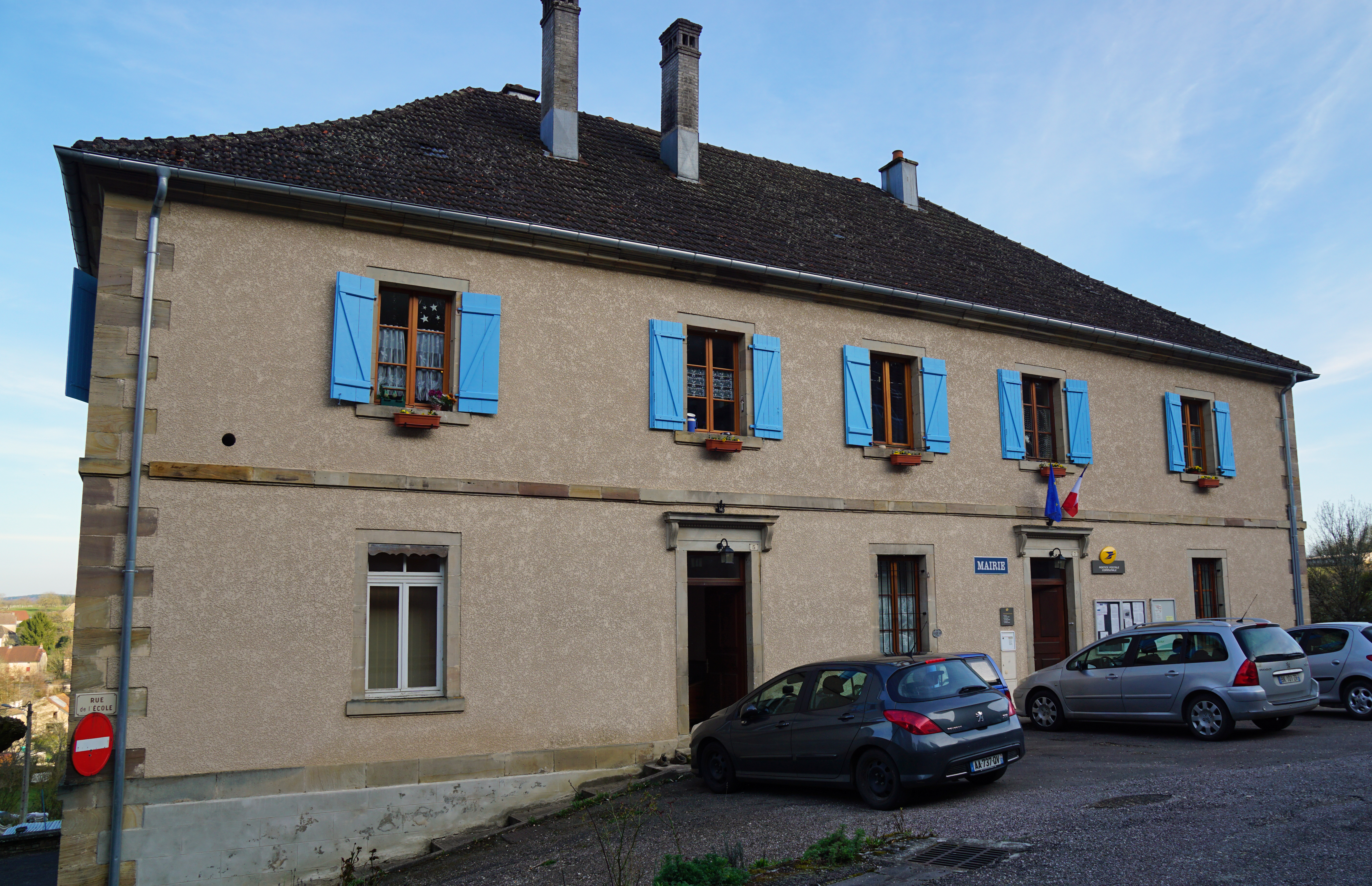
Mairie Gouhenans

## Wirtschaft und Infrastruktur
Gouhenans war schon früh neben der Landwirtschaft (Ackerbau, Obstbau und Viehzucht) und die Forstwirtschaft auch durch die Industrie geprägt. Heute gibt es verschiedene Betriebe des lokalen Kleingewerbes. Mittlerweile hat sich das Dorf auch zu einer Wohngemeinde gewandelt. Viele Erwerbstätige sind deshalb Wegpendler, die in den größeren Ortschaften der Umgebung ihrer Arbeit nachgehen.
Die Ortschaft liegt abseits der größeren Durchgangsachsen an einer Departementsstraße, die von Lure nach Villafans führt. Weitere Straßenverbindungen bestehen mit Longevelle, Athesans-Étroitefontaine und La Vergenne.

## Persönlichkeiten
- Jean-François Carteaux (1751–1813), General der französischen Armee